# Vostox apicedentatus
Vostox apicedentatus är en tvestjärtart som först beskrevs av Andrew Nelson Caudell 1904.  Vostox apicedentatus ingår i släktet Vostox och familjen Labiidae. Inga underarter finns listade i Catalogue of Life.